# خندوانه
خندوانه برنامه‌ای تلویزیونی به تهیه‌کنندگی سید علی احمدی و کارگردانی و اجرای رامبد جوان بود و پنج شب در هفته پخش می‌شد. مسابقه‌های مختلف ابداعی، بخش‌های نمایشی، موسیقایی، استندآپ کمدی و… از اولویت‌های جدی خندوانه بود. خندوانه مدت‌ها یکی از پرمخاطب‌ترین برنامه‌های تلویزیونی ایران محسوب می‌شد. این برنامه در اسفند ۹۸ مجدداً از شبکه‌های یک سیما و شبکه نسیم بازپخش شد. فصل هفتم خندوانه قرار بود از اواخر سال ۱۳۹۸ تولید شود که به دلیل شیوع گسترده ویروس کرونا، رامبد جوان تولید آن را یکسال به عقب انداخت تا از ۲۰ اسفند ۱۳۹۹ به مناسبت عید مبعث، خندوانه به آنتن شبکه نسیم برگشت. قرار بود پخش فصل هفتم تا ۱۴ مرداد ۱۴۰۰ و تا قبل از شروع ماه محرم ادامه داشته باشد اما با ابتلای رامبد جوان به ویروس کرونا این فصل زودتر از موعد به پایان رسید. در ۱۸ آبان ۱۴۰۰ فصل هشتم این برنامه روی آنتن شبکه نسیم رفت و در ۶ مرداد ۱۴۰۱ این فصل به پایان رسید. خندوانه تا پایان فصل هشتم در ۹۲۲ قسمت پخش شده است و سازندگان آن قول داده بودند پس از محرم و صفر ۱۴۰۱ فصل نهم را آماده و پخش کنند. اما این قول میسر نشد و پس از پایان فصل هشتم، در زمان مدیریت سید محمدرضا خوشرو در شبکه نسیم تولید خندوانه دیگر ادامه نیافت.

## ایده اولیه
ایدهٔ اجرای برنامه برای اولین بار در سال ۱۳۸۳ توسط رامبد جوان به شبکهٔ پنج داده شده بود، ولی به خاطر تأمین نشدن بودجه و مسائلی همانند آن ساخت این برنامه به تعویق افتاد.
از ۲۰۰۰ مقاله‌ای که دربارهٔ خندیدن و خنده در جهان تألیف و نوشته شده بود، تقریباً ۹۰۰ مورد استخراج و بن‌مایه علمی برنامه شد. بارزترین بخش این مقالات توجه به اثرات حیرت‌انگیز خنده در انسان‌ها بود.
این برنامه از تماشاگرانی تشکیل شده است که با تست خنده و از میان افراد متقاضی به برنامه وارد شده‌اند و در طول برنامه لبخند به لب دارند که به آن‌ها «هیئت داورانِ خندوانه» گفته می‌شود. برنامه با مقدمهٔ رامبد جوان شروع می‌شود و پس از آن او و حضار، ترانهٔ شاد برنامه را می‌خوانند. بعد، مهمان برنامه را همراه با تشویق به داخل دعوت می‌کنند. در میان مصاحبه، گفتگویی با دوستان و همکاران وی نشان داده می‌شود. گفتگو با مهمان با شوخی و خنده همراه است. از مهمان برنامه خواسته می‌شود که پنج ثانیه به سمت دوربین لبخند بزند و مردم با فرستادن پیامک، در برنامهٔ پایانیِ هر هفته بهترین لبخند را گزینش می‌کنند. در طی برنامه، نیما شعبان‌نژاد و جناب خان (فصل‌های ۲ و ۳) نقش آفرینی می‌کنند.
در فصل ۴ عروسک جناب خان از برنامه خارج شد و ۴ عروسک برادر به برنامه دعوت شدند که حضور آنها ناموفق بود و از این برنامه کنار گذاشته شدند.
در فصل ۵ خندوانه که با بازگشت جناب خان نیز همراه بود، برای نخستین بار برنامه در سه شب آخر هفته (روزهای چهارشنبه، پنجشنبه و جمعه) روی آنتن می‌رفت و زمان برنامه مقدار قابل توجهی افزایش یافته بود. این روند در فصل ششم هم ادامه یافت.
از بخش‌های دیگر برنامه می‌توان به استندآپ کمدی، مسابقه، میان‌برنامه (مصاحبه با مردم)، انیمیشن و نماهنگ اشاره کرد.
به گفته محمدرضا زائری «برنامه خندوانه یکی از بهترین الگوها در تجربه‌های رسانه ای است».

### مسابقه‌های ابداعی

#### خنداننده برتر
خنداننده برتر مسابقه‌ای بود که در سال ۱۳۹۴ از خندوانه پخش شد. این مسابقه با محوریت استندآپ کمدی میان ۱۶ کمدین و به صورت حذفی، با رای مردم برگزار می‌شد.
علی‌رضا خمسه، امین حیایی، سروش صحت، سیدجواد رضویان، مهران غفوریان، رضا شفیعی‌جم، بیژن بنفشه‌خواه، سپند امیرسلیمانی، امیرمهدی ژوله، شقایق دهقان، الیکا عبدالرزاقی، امیر کربلایی‌زاده، سجاد افشاریان، علی‌رضا مسعودی، نادر سلیمانی و هومن حاجی‌عبداللهی ۱۶ کمدینی بودند که در این مسابقه شرکت کردند و در نهایت در آخرین قسمت برنامه به دلیل اتمام فصل دوم و نبودن فرصت برای اجرای فینالیست‌ها و رأی‌گیری که نیاز به ساختن چند قسمت دیگر از خندوانه بود رامبد جوان و عوامل برنامه تصمیم گرفتند که به صورت مشترک مهران غفوریان و امیرمهدی ژوله را به عنوان نفر اول خنداننده برتر معرفی کنند.

### شکایت‌ها و اعتراض‌ها

#### شکایت‌ها از پیامک‌های تبلیغاتی خندوانه
برنامه خندوانه مسابقه پیامکی دارد که تماشاگران با ارسال شماره‌ای در آن شرکت می‌کنند، بعد از یک بار ارسال شماره همراه کاربر در سامانه پیامکی خندوانه ذخیره می‌شود و روزانه پیامک‌هایی برای کاربر فرستاده می‌شود که هم هزینه‌ای از مشترک کسر می‌شود و هم برای او مزاحمت ایجاد می‌کند، در بسیاری از وبسایت‌ها از این موضوع شکایت شده است طوری‌که عبارت "لغو پیامک خندوانه " در وبسایت گوگل ترند شده است، تقریباً روشی برای لغو پیامک خندوانه موجود نیست.

## آیتم‌های برنامه

### فصل اول و دوم
- خنده ۲۵ ثانیه‌ای: در شروع برنامه رامبد جوان، حضار و بینندگان را به خندیدن به مدت ۲۵ ثانیه دعوت می‌کند.
- بستن کمربند: به صورت نمادین در اول برنامه
- خواندن آهنگ برنامه: توسط حضار، آهنگ‌هایی نظیر «خلیج فارس» و «ایران ایران»
- گزارشگر سطح شهر تهران (با درونمایهٔ طنز و شوخی): مصاحبه با افراد عادی، صاحبان مشاغل و کارآفرینان و هنرمندان (با صدای محمود کریمی)
- گزارشگر استانی: همراه با بهروز بقایی
- گزارشگر بین‌المللی: شوخی با مردم اروپا در لندن (سید ابوالفضل صباغ)
- پخش گزارش از کارهای خیریه: توسط «هنرمندان» و تیم خندوانه در سطح کشور
- مهمان برنامه: شامل گپ و گفت و مسابقات مختلف، خنده ۵ ثانیه‌ای و اهدای لوح تقدیر و…
- اجرای نمایش طنز: توسط بازیگران خندوانه شامل «جناب خان»، «نیما شعبان‌نژاد» و «دانیال غفارزاده» با رامبد جوان و حضار
- ایستاده با طنز: استندآپ کمدی توسط کمدین‌های برنامه
- بازی‌های مختلف: بازی‌های مختلف کلامی یا سنتی با مهمان‌ها و گاهی تماشاچی‌های برنامه
- تبریک تولد: تبریک تولد مهمان‌ها (اغلب به‌صورت شگفتانه) و گاهی تماشاچی‌های برنامه
- مسابقه خنداننده برتر: بین ۱۶ کمدین (فصل دوم خندوانه)
- مسابقه داخل استودیو: ویژه حضار
- مسابقه پیامکی: ویژه بینندگان
- قرعه کشی: ویژه بینندگان
- اهدای تندیس بهترین لبخند: در پایان هر هفته انتخابی از سوی بینندگان
- بازکردن کمربند: به صورت نمادین در آخر برنامه
- خداحافظی: با جمله معروف «شاد باشید» که در همه فصل‌های خندوانه هم ادامه داشت

در فصل دوم، خندوانه هر شب ۱۰۰ تماشاچی را از کسانی که با خندوانه تماس گرفته بودند را به‌صورت رایگان در خود جای می‌داد.
خندوانه در فصل دوم به دلیل حضور جناب خان و مسابقه خنداننده برتر بسیار معروف‌تر و محبوب‌تر شد

### فصل سوم
شمایل کلی برنامه همانند دو فصل قبلی است ولی بخشی تحت عنوان «لبآهنگ» به برنامه اضافه شده که در این بخش بازیگران، خوانندگان، ورزشکاران و افراد مشهور با حضور در برنامه باید در این مسابقه شرکت کنند. در مسابقه لبآهنگ با پخش یک موزیک شرکت‌کنندگان باید بر روی موزیک لب بزنند و بینندگان به بهترین لبآهنگ رای دهند. لبآهنگ به صورت سه مرحله‌ای برگزار می‌شود و در انتها ۳ نفر به فینال مسابقات راه خواهند یافت. که در نهایت امیرعلی نبویان موفق به کسب مقام اول، ارشا اقدسی مقام دوم و اشکان خطیبی مقام سوم شد.

### دکور برنامه
دکور خندوانه با پلاستیک و مواد بازیافتی ساخته شده بود
از روز سه‌شنبه دهم اسفند ۱۳۹۵ تا پایان هفته به علت برگزاری مراسم ایام فاطمیه همانند ماه محرم و صفر پخش نشد.

### فصل چهارم
فصل چهارم خندوانه از اواخر آذر ماه ۹۵ شروع شده و در اواخر شهریور ۹۶ پخش شد.
در نوروز ۹۶ آیتم-مسابقه ادابازی که شرکت کنندگان آن از هنرمندان و ورزش دوستانی چون مهران غفوریان، سپند امیرسلیمانی، مهرداد میناوند، حامد آهنگی، محمد نادری، نصرالله رادش، نیما شعبان‌نژاد، خود رامبد جوان و … بودند برگزار شد.

#### خنداننده شو
همچنین مسابقه خنداننده شو در این فصل از ابتدای فروردین شروع شده و تا اواسط مردادماه به پایان رسید. در این مسابقه شرکت‌کنندگان برای اولین‌بار در طول برنامه از میان مردم انتخاب شده‌اند و اقدام به استندآپ کمدی می‌کنند. در این مسابقه ۱۶ نفر از چند صد هزار نفر انتخاب شده و زیر نظر مربیان خود که شامل رامبد جوان، شقایق دهقان، حسن معجونی و اشکان خطیبی بود آموزش دیدند و طی هر قسمت به صورت ۴ نفره با هم به‌رقابت پرداختند.
در پایان میثم درویشان‌پور توانست از حریف خود مجید افشاری پیشی بگیرد و جایزه برتر خنداننده‌شو را از آن خود کند. از مجموع سه میلیون و ۴۶۱ هزار و ۱۹۷ رای، سهم درویشان‌پور به عنوان نفر اول، یک میلیون و ۹۳۷ هزار و ۹ رای بود. (مسابقهٔ آخر در برج میلاد مقابل صدها نفر انجام شد).

### خانومی مزاحم تلفنی رامبد (پارت اول)
در بعضی از قسمت‌های خندوانه رامبد جوان در حال دعوت کردن مهمان یا در حال اجرا در خنداننده‌های خندوانه بود که تلفن زنگ می‌خورد و او را غافلگیرش می‌کنه یا اورا اذیت می کنه یا شکایت می‌کند و در آخر هم تلفن توسط رامبد جوان قطع شد

### دکور برنامه
دکور فصل چهارم برنامه خندوانه با خطوط‌های رنگی چراغ دار ساخته شد

### فصل پنجم
فصل پنجم خندوانه از اواخر اردیبهشت ۹۷ بدون حضور نیما شعبان نژاد (به خاطر سریال رهایم نکن) شروع شد و تا اواسط شهریور ۹۷ پخش شد.
جناب‌خان ستاره خندوانه در این فصل بعد از وقفه‌ای برگشت.
ارژنگ امیرفضلی به‌جای نیما شعبان نژاد در فصل پنجم بازی می‌کرد.
برای نخستین بار این برنامه فقط در سه شب آخر هفته (روزهای چهارشنبه، پنجشنبه و جمعه) روی آنتن می‌رفت و این روند در فصل ششم هم ادامه داشت

### دکور برنامه
دکور برنامه هم با لوله‌های آب ساخته شده بود.

#### نی نی رو
مسابقه نی نی رو در چهار قسمت در طول ماه مبارک رمضان پخش شد. قسمت اول در ۳ خرداد ۱۳۹۷ پخش شد اما پس از مدتی به دلیل عدم استقبال بینندگان مسابقه متوقف شد.

#### خنداننده شو ۲
همچنین مسابقه خنداننده شو ۲ در این فصل از اواسط تیرماه شروع شد و تا اوایل شهریورماه پخش شد. به منوال فصل قبلی این مسابقه، شرکت کنندگان از میان مردم انتخاب شدند و اقدام به استندآپ کمدی کردند. در این مسابقه ۱۶ نفر از چند صد هزار نفر انتخاب شدند و زیر نظر مربیان خود که شامل رامبد جوان، پانته‌آ بهرام، اشکان خطیبی و فرهاد آئیش بودند آموزش دیدند و طی هر قسمت به صورت ۴ نفره با هم به رقابت پرداختند.
در آخر هم علی صبوری، از رقیب خود یعنی ابوطالب حسینی پیشی گرفت و قهرمان شد. ابوطالب حسینی هم دوم شد.

#### روبیکیو
مسابقه روبیکیو خندوانه هم که سوالات اطلاعات عمومی از طریق روبیکا بود هر شب برگزار می‌شد.

### خانومی مزاحم تلفنی رامبد (پارت دوم)
در بعضی از قسمت‌های خندوانه رامبد جوان درحال دعوت کردن مهمان یا در حال اجرا در خنداننده‌های خندوانه بود که تلفن زنگ می‌خورد و او را اذیت می‌کند ویا غافلگیرش می‌کند یا شکایت می‌کند و در آخر هم تلفن توسط رامبد جوان قطع می‌شود

### فصل ششم
فصل ششم خندوانه از ۱۳ آبان ۱۳۹۷ به آنتن شبکه نسیم رفت.

#### ادا بازی
سری سوم مسابقه ادابازی در فصل ششم برگزار شد که از شرکت کنندگان آن می‌توان به محمد نادری، امیر کاظمی، مهران غفوریان، باربد بابایی، مهدی یغمایی، بیژن بنفشه‌خواه و … اشاره کرد.
در پایان دو گروه ضدضرب با شرکت باربد بابایی و مهدی یغمایی و بصل‌النخاع با شرکت محمد نادری و امیر کاظمی به فینال رسیدند و در نهایت گروه بصل‌النخاع قهرمان سری سوم ادابازی شدند.

### قاچ
ویژه‌برنامه قاچ آیتم‌های مختلفی داشت.

### قاچ ۲
ویژه‌برنامه قاچ ۲ مثل برنامه قاچ ۱ آیتم‌های مختلفی داشت.

### خندوانه نوروزی ۱۳۹۸
ویژه برنامه نوروزی ۱۳۹۸ خندوانه از ۲۸ اسفند ۱۳۹۷ پخش شد و در ۱۶ فروردین ۱۳۹۸ به پایان رسید
دکور ویژه برنامه نوروزی ۱۳۹۸ خندوانه با دیوار سفید و پر از پروانه ساخته شد

### دکور برنامه
دکور فصل ششم خندوانه همانند فصل پنجم با لوله‌های آب ساخته شده است

### فصل هفتم
فصل هفتم برنامه خندوانه از ۲۰ اسفند ۱۳۹۹ روی آنتن رفت و در ۳۱ تیر ۱۴۰۰ به‌علت ابتلای عوامل برنامه به کرونا ویروس به پایان رسید.

### ادابازی
ذر این فصل مسابقه ادا بازی با حضور شهرام عبدلی، هادی عامل، علی عامل هاشمی، سینا شعبانخانی، حسین رفیعی، بیژن لرد و عبدالله روا برگزار شد.

#### حالا برعکس
سریال حالا برعکس با بازی حامد همایون و عوامل برنامه خندوانه ساخته شد.

### تیتراژ
تیتراژ ابتدایی فصل هفتم خندوانه از سال ۱۳۹۴ قرار بود از فصل دوم خندوانه پخش شود اما به ممنوع بودن تیتراژ از فصل هفتم پخش شد

### فصل هشتم
- با آرام شدن وضع کرونا ویروس در ایران و بهبود عوامل برنامه، فصل هشتم خندوانه از ۱۸ آبان ۱۴۰۰ روی آنتن شبکه نسیم رفت و ا از یکشنبه تا پنج شنبه پخش می‌شد در این فصل سری اول و دوم مسابقه قاتی بازی انجام شد که در سری اول محمد نادری و آرش ظلی پور با غلبه بر مهدی مفیدی و ابوالفضل اینانلو به قهرمانی رسیدند این دومین عنوان قهرمانی محمد نادری در سری مسابقات خندوانه بود سری دوم قاتی بازی در خردادماه و تیرماه ۱۴۰۱ با تعداد بیشتری از افراد سرشناس از جمله کامران تفتی محمد نادری باربد بابایی مهدی یغمایی اشکان اشتیاق بیژن بنفشه‌خواه آرش نوذری و… دنبال می‌شود

### خنداننده شو ۳
افتتاحیه دور سوم مسابقه خنداننده شو در ۳۰ آذر ۱۴۰۰ و مصادف با شب یلدا برگزار شد. رقابت‌ها هم از تاریخ ۶ دی ۱۴۰۰ آغاز شد و تا ۲۷ اسفند ۱۴۰۰ ادامه داشت. شرکت کنندگان مانند ۲ فصل قبلی، از میان مردم انتخاب شده و اقدام به استندآپ کمدی کردند. در این مسابقه، ۲۰ نفر از چندین نفری که ویدئو استندآپ خویش را به خندوانه فرستادند ، انتخاب شدند و زیرنظر مربیان خود که شامل میثم درویشان‌پور، مجید افشاری، ابوطالب حسینی و یزدان فتوحی بودند آموزش دیدند. هیئت داوران شامل حسن معجونی، امیرمهدی ژوله و رامبد جوان بودند. در آخر علی غریب از رقیب خود، محمدحسین توسلی رکن‌آبادی پیشی گرفت و خنداننده برتر این فصل خنداننده شو ۳ شد.

## عوامل
- رامبد جوان (طراح، کارگردان و مجری)[۱۸]
- سعیده امیرساعی (دستیار اول کارگردان و برنامه‌ریز)[۱۹]
- سیدعلی احمدی (تهیه‌کننده)[۲۰]
- زهرا افشار، فاطمه راست‌گفتار، احسان لطفیان (نویسنده)[۲۱]
- بهرام عظیمی (ساخت تیتراژ و انیمیشن)[۲۲]
- صارم خزاعی (خواننده و آهنگساز)[۲۳]
- محمود کریمی (گزارشگر)[۲۴][۲۵]
- مهدی شاه حسینی (مدیر صحنه)[۲۶]
- سید محمد امین اصلانی (سرپرست هماهنگی مدعوین)[۲۷]
- چکامه میرخانجانی (طراح لباس)

بازیگران:
- نیما شعبان‌نژاد[۲۸]
- دانیال غفارزاده[۲۹]
- ایمان گودرزی[۳۰]
- محمد زیکساری
- حامد وکیلی

صداپیشه جناب‌خان:
- محمد بحرانی[۳۱]

عروسک‌گردان‌های جناب خان:
- مهدی برقعی
- حامد ذبیحی

ایده پردازان:
- رامبد جوان[۳۲]
- سیاوش صفاریان‌پور[۳۲]
- بزرگمهر حسین‌پور[۳۲]
- بهرام عظیمی[۳۲]
- محمدرضا شهیدی‌فرد[۳۲]
- بهراد جوانبخت[۳۲]
- سجاد افشاریان[۳۲]
- محمدامین سنجری[۳۲]
- یوسف سنجری[۳۲]
- حامد آهنگی

## فصل‌ها
- فصل ۱: ۲۱ خرداد ۱۳۹۳ – ۳ آبان ۱۳۹۳ (۱۱۴ قسمت)
- فصل ۲: ۲۹ فروردین۱۳۹۴ – ۲۱ مهر ۱۳۹۴ (۱۵۷ قسمت)
- فصل ۳: ۲۵ اسفند ۱۳۹۴ – ۱۰ مهر ۱۳۹۵ (۱۳۷ قسمت)
- فصل ۴: ۳۰ آذر ۱۳۹۵ – ۲۹ شهریور ۱۳۹۶ (۱۸۸ قسمت)
- فصل ۵: ۲۶ اردیبهشت ۱۳۹۷ – ۱۶ شهریور ۱۳۹۷ (۴۹ قسمت)
- فصل ۶: ۳۰ آبان ۱۳۹۷ – ۱۶ اردیبهشت ۱۳۹۸ (۷۷ قسمت)
- فصل ۷: ۲۰ اسفند ۱۳۹۹ – ۱۴ مرداد ۱۴۰۰ (۵۸ قسمت)
- فصل ۸: ۱۸ آبان ۱۴۰۰ – ۶ مرداد ۱۴۰۱ (۱۵۵ قسمت)

گلچین خندوانه: ۸ اسفند ۱۳۹۸–۱۷ آبان ۱۴۰۰ (۱۸۵ قسمت)

### تاریخ پخش
فصل اول از ۲۱ خرداد ۱۳۹۳ شروع شد و در ۳ آبان ۱۳۹۳ پایان یافت.
فصل دوم آن از ۲۹ فروردین ۱۳۹۴ به روی آنتن رفت و در ۲۱ مهر ۱۳۹۴ پایان یافت.
فصل سوم آن از ۲۵ اسفند ۱۳۹۴ شروع شد و در ۱۰ مهر ۱۳۹۵ پایان یافت.
فصل چهارم برنامه از ۳۰ آذر ۱۳۹۵ به روی آنتن رفت و ۲۹ شهریور ۱۳۹۶ پایان یافت.
فصل پنجم آن از روز ۲۶ اردیبهشت ۱۳۹۷ روی آنتن رفت و ۱۶ شهریور ۱۳۹۷ پایان یافت. فصل ششم خندوانه از ۳۰ آبان ۱۳۹۷ روی آنتن رفت و در ۱۶ اردیبهشت ۱۳۹۸ پایان یافت فصل هفتم خندوانه از ۲۰ اسفند ۱۳۹۹ روی آنتن رفته و در ۱۴ مرداد ۱۴۰۰ پایان یافت فصل هشتم خندوانه نیز از ۱۸ آبان ۱۴۰۰ روی آنتن رفت و بعلت ماه مبارک رمضان در ۱۴ فروردین ۱۴۰۱ متوقف شد و سپس از عید فطر دوباره فصل هشت شروع به پخش کرد و تا ۶ مرداد ۱۴۰۱ ادامه داشت. و منتخب خندوانه از ۸ اسفند ۱۳۹۸ شروع شد تا ۲۶ مرداد ۱۳۹۹ متوقف شد و سپس از ۱۳ آبان ۱۳۹۹ شروع شد تا ۱۷ آبان ۱۴۰۰ ادامه داشت <reگلچین خندوانه f name=":0" />

### ساعت پخش
خندوانه در فصل اول، هر شب ساعت ۲۳:۰۰ پخش می‌شد؛ اما با فرارسیدن ماه رمضان ۱۳۹۴، زمان برنامه به ۲۴:۰۰ تغییر پیدا کرد. اما پس از چند روز، پخش اصلی به ساعت ۱۹:۳۰ تغییر کرد. این در حالی بود که برنامه ماه عسل هر روز ساعت ۱۹:۰۰ پخش می‌شد. و این باعث رقابت بین این دو برنامه شد. پس از رمضان ۱۳۹۴ ساعت پخش برنامه به ۲۳:۰۰ تغییر کرد. و با شروع مهر ۱۳۹۴ زمان پخش تا پایان فصل دوم به ۲۲:۱۵ انتقال پیدا کرد. و از ۲۵ اسفند ۱۳۹۴، ساعت ۲۳:۰۰ پخش می‌شد.

## مهمانان
یادکرد مهمانان سرشناس‌تر
فصل اول
- علی کفاشیان
- شهاب مرادی
- ناصر فیض
- فؤاد بابان
- مهدیه الهی قمشه‌ای
- مهدی فتحی
- سیامک انصاری
- شاهرخ ظهیری
- گیتی خامنه
- بیژن بیرنگ
- پژمان جمشیدی
- مهدی مهدوی‌کیا
- سعیده قدس
- مصطفی رحماندوست
- فاطمه گودرزی
- محمد اصغری
- غلامعلی افروز
- مصطفی کواکبیان
- احمد روستا
- فرهاد آییش
- حسین سمیعی
- احمدرضا عابدزاده
- محمدعلی اینانلو
- علی عباسی
- اسماعیل آذر
- فرهاد ظریف
- داریوش فرضیایی
- مرتضی طلایی
- بهروز افخمی
- محمدعلی بهمنی
- نیما بانکی
- چنگیز جلیلوند
- هادی ساعی
- منصور بهرامی
- آتیلا پسیانی
- آرش برهانی
- زهرا نعمتی
- مهران دوستی
- معصومه ابتکار
- افشین علا
- رشید کاکاوند
- محمدحسین لطیفی
- رضا رفیع
- معصومه آباد
- نگار استخر
- امیر جعفری
- جمشید مشایخی
- عماد افروغ
- بهرام عظیمی
- قدرت‌الله ایزدی

فصل دوم
- محمد موسوی عراقی
- عادل غلامی
- رضا کیانیان
- پرویز کردوانی
- شبنم مقدمی
- هنگامه قاضیانی
- سید محمد حسینی
- حمیدرضا صدر
- آرزو حکیمی
- مرضیه برومند
- علیرضا دبیر
- امین حیایی
- عبدالرضا عزیزی
- احسان روزبهانی
- یونس شکرخواه
- خسرو معتضد
- مجید صالحی
- بهداد سلیمی
- حسن معجونی
- مسعود فراستی
- محمدرضا رودکی
- اکبر عبدی
- سیدحسین هاشمی
- صمد نیکخواه بهرامی
- گوهر خیر اندیش
- محمدرضا هدایتی
- عمو فیتیله‌ای‌ها
- سعید بیابانکی
- سعید بیابانکی
- حمید سوریان
- حمید گودرزی
- پوران درخشنده
- محمد رویانیان
- محمدرضا حیاتی
- مهدی طارمی
- مجید مظفری
- سالار عقیلی
- حمید فرخ‌نژاد
- الیکا عبدالرزاقی
- امین زندگانی
- سیدمهدی رحمتی
- علی صادقی
- خداداد عزیزی
- ریما رامین فر
- ناصر ممدوح
- جواد عزتی
- سعید آقاخانی
- هومن حاجی‌عبداللهی
- رؤیا نونهالی
- مهران احمدی
- نادر سلیمانی
- امیرحسین مدرس
- مهدی پاکدل
- حمید لولایی
- هومن برق‌نورد
- اسکندر کوتی
- امیرحسین صدیق
- هادی عامل
- وحید طالب‌لو
- حسین عرفانی
- اشکان خطیبی
- غلامعلی حدادعادل
- مجید اخشابی
- داریوش فرهنگ
- محمدرضا فروتن
- عباس شفیعی
- پریوش نظریه
- عادل فردوسی‌پور
- بنیامین بهادری

فصل سوم
- هادی کاظمی
- حسین توکلی
- هومن سیدی
- مصطفی زمانی
- محمدرضا رودکی
- مسعود جعفری جوزانی
- بهنام تشکر
- اکبر عبدی
- امیر نوری
- شقایق دهقان
- شهاب مرادی
- احمدرضا عابدزاده
- امین‌الله رشیدی
- علیرضا علیفر
- علیرضا زمانی
- علیرضا نادری
- ستاره اسکندری
- گلاره عباسی
- امین تارخ
- علی زندوکیلی
- محمود پاک‌نیت
- مهدی فقیه
- امیرعلی نبویان
- فاضل نظری
- عباس غزالی
- محمود بصیری
- عبدالله ویسی (به همراه تیم استقلال خوزستان)
- پوریا پورسرخ
- رضا داوودنژاد
- احسان علیخانی
- رضا کیانیان
- شهرام شکیبا
- وحید شمسایی
- حنیف عمران‌زاده
- آرش برهانی
- هاشم بیک‌زاده
- مهدی امیرآبادی
- محمد علیزاده
- اسدالله یکتا
- علی انصاریان
- اسماعیل هلالی
- بهنام ابوالقاسم‌پور
- هدایت هاشمی
- کتایون ریاحی
- سردار آزمون
- فتحعلی اویسی
- کیومرث پوراحمد
- حمیدرضا آذرنگ
- مریم شیرزاد
- ناصر چشم‌آذر
- حامد کمیلی
- مهدی سلطانی
- مهسا جاور
- گلنوش سبقت الهی
- مه‌لقا جام‌بزرگ
- حسین رفیعی
- افسانه بایگان
- حافظ ناظری
- حمیده عباسعلی
- شاهرخ استخری
- شهره لرستانی
- عباس شیرخدا
- مهراوه شریفی‌نیا
- جواد خیابانی
- سام درخشانی
- فریدون آسرایی
- جمشید مشایخی
- امیرحسین آرمان
- امیرشهاب رضویان و رابعه مدنی
- علی نصیریان
- احسان قائم‌مقامی
- بهنام صفوی
- بهداد سلیمی
- ثریا قاسمی
- مهدی یراحی
- عادل بزدوده
- کیمیا علیزاده
- پروانه معصومی
- محسن کیایی
- مصطفی کیایی
- داریوش فرضیایی (همراه مادرش)
- احسان خواجه‌امیری
- کیانوش رستمی
- گلوریا هاردی
- سحر زکریا
- بهاره افشاری
- لیندا کیانی
- کمند امیرسلیمانی
- رضا صادقی

فصل چهارم
- محمدرضا زائری
- محمد بحرانی
- امید حاجیلی
- لوون هفتوان
- احسان کرمی
- امید نعمتی
- پرویز پورحسینی
- مهرداد میناوند
- دنگ شو
- کتایون نجفی‌زاده
- شبنم مقدمی
- حامد عنقا
- سیاوش طهمورث
- اکبر زنجانپور
- محمدمهدی عسگرپور
- محمد گلریز
- اشکان خطیبی
- محمدرضا علیمردانی
- گروه موسیقی رستاک
- سونیا پوریامین
- شبنم فرشادجو
- محمدرضا جوادی یگانه
- گلناز وکیل‌گیلانی
- سعید عزت‌اللهی
- رضا رویگری
- پژمان بازغی
- محمدرضا سرشار
- سیامک انصاری
- رحیم شهریاری
- حامد همایون
- مجید میرفخرایی
- مریم سعادت
- رؤیا تیموریان
- احترام برومند
- لیلی رشیدی
- شبنم قلی خانی
- آزاده صمدی
- پیمان معادی
- سیما تیرانداز
- مزدک میرزایی
- نسرین مقانلو
- سینا شعبانخانی
- بهاره رهنما
- سروش رفیعی
- علیرضا جهانبخش
- مهرداد صدیقیان
- مازیار میری
- محمد محمدی
- فرزاد حسنی
- ابوالفضل پورعرب
- رسول صدرعاملی
- بهنام بانی
- نگار جواهریان
- ویشکا آسایش
- حمید داودآبادی
- آریا عظیمی‌نژاد

فصل پنجم
- علیرضا شجاع‌نوری
- حسن سلطانی
- شیلا خداداد
- مسعود عارف‌نظری
- بهرام افشاری
- مهران مدیری
- نازنین بیاتی
- علیرضا بیرانوند
- سعید عزت‌اللهی
- میلاد محمدی
- علی میرمیرانی
- هادی حجازی‌فر
- حسین انتظامی
- ترلان پروانه
- رضا رشیدپور
- شهاب مظفری
- علیرضا طلیسچی
- نوید صحرانورد
- محمود کلاری
- ماکان (گروه موسیقی)
- مهران مدیری

فصل ششم
- محمدرضا شریفی‌نیا
- امیر علی‌اکبری
- باربد بابایی
- ژاله صامتی
- حمیدرضا شعبانی
- مسعود روشن‌پژوه
- محسن عبداللهیان
- مجید قناد
- سروش جمشیدی
- لادن مستوفی
- قنبر راستگو
- نسیم ادبی
- مریم طوسی
- خسرو احمدی
- حسام‌الدین سراج
- یوسف صیادی
- پانته‌آ بهرام
- بابک جهانبخش
- لیلا اوتادی
- حسین مهری
- شبنم فرشادجو
- رامتین خداپناهی
- لیندا کیانی
- ملیکا شریفی‌نیا
- سانیا سالاری
- سامان صفاری
- سحر ولدبیگی
- نیما فلاح
- حامد آهنگی
- سینا مهراد
- ریحانه پارسا
- محمد سلوکی
- علی انصاریان
- مهدی جهانی
- محمدرضا رودکی
- هادی کاظمی
- سمانه پاکدل
- محمدرضا علیمردانی
- شهربانو منصوریان
- سهیلا منصوریان
- زهرا نعمتی
- فرشته کریمی
- المیرا دهقانی
- حسام محمودی
- وحید آقاپور
- علی ضیا
- لیلی رشیدی
- کمند امیرسلیمانی
- بهناز جعفری
- بهاره رهنما
- حبیب رضایی

فصل هفتم
- مینو محرز
- گرشا رضایی
- الناز حبیبی
- کاظم نوربخش
- احسان روزبهانی
- سید علی صالحی
- سیروس میمنت
- دال بند
- علی میرصادقی
- حامد همایون
- علی میرمیرانی
- حمید حامی
- امیرمحمد مظلوم
- بهاره افشاری
- علی عبدالعالی
- یکتا جمالی
- هدایت هاشمی
- علی هاشمی
- هادی هاشمی
- نیلوفر نیسی نازنین
- علیرضا استکی
- کاوه آفاق
- گلاره عباسی
- هرمز شجاعی‌مهر

فصل هشتم
- مهران غفوریان
- محمدرضا گرایی
- رشید کاکاوند
- وحید رهبانی
- لیندا کیانی
- حسن تفتیان
- آشا محرابی
- زهرا نعمتی
- سامان احتشامی
- زهرا کودایی
- مریم ایراندوست
- گلنوش خسروی
- نوید محمودی
- حامد آهنگی
- جواد قارایی
- گلاره ناظمی
- مجید واشقانی
- ارسلان قاسمی
- منصور ضابطیان
- پژمان بازغی
- لیلا اوتادی
- روزبه حصاری
- سوگل مشایخی
- کامران تفتی
- ناهید مسلمی
- محمدرضا طالقانی
- سیاوش چراغی‌پور
- حمید گودرزی
- علی ضیا
- وحید آقاپور
- نعیمه نظام‌دوست
- مصطفی راغب
- نیما شاهرخ‌شاهی
- عباس جمشیدی‌فر
- علیرضا پوراستاد
- بهنام تشکر
- بهزاد عبدی
- نیما شعبان‌نژاد
- ایمان صفا
- ایوب آقاخانی
- محمد دلاوری
- محمد علیزاده
- محمدحسین مهدویان
- پیام دهکردی
- شبنم مقدمی
- میثم ابراهیمی
- سعید راد
- سیدجواد هاشمی
- اکبر منانی
- بهروز شعیبی
- رضا رشیدپور
- هادی حجازی‌فر
- مریم شیرازی
- الیکا عبدالرزاقی
- پوریا شکیبایی
- فرهاد آئیش
- مائده طهماسبی
- امیرعلی نبویان
- سیاوش طهمورث
- محمود انوشه
- امیرحسین رستمی
- داریوش فرضیایی
- شهین تسلیمی
- علی اوجی
- سام درخشانی
- امید حاجیلی
- احسان عبدی‌پور
- اروند درویش
- دکتر احمد احمدی پور
- علی‌رام نورایی
- سیما تیرانداز
- خشایار راد
- امیر قایقران
- مهدی فخیم‌زاده
- اردشیر رستمی
- افسانه حسامی‌فرد
- پیمان حسینی
- حمید هیراد
- علی نصیریان
- ابوالفضل پورعرب
- بیژن بنفشه‌خواه
- فریبا کوثری
- وحید یامین‌پور
- امیرشهاب رضویان
- رابعه مدنی
- عاطفه احمدی
- عزیز محمدی
- دکتر ناصر اسکندری
- امیر غفارمنش
- رضا طهماسبی
- دولتمند خالف
- محمدرضا علیمردانی
- امید روحانی
- علیرضا جاویدنیا
- فرهاد جم
- علی اوسیوند
- کاظم احمدزاده

## جوایز و افتخارات
| سال  | جایزه                           | رده                                              | دریافت‌کننده                | نتیجه    | منبع   |
| ---- | ------------------------------- | ------------------------------------------------ | -------------------------- | -------- | ------ |
| ۱۳۹۴ | پانزدهمین دوره جشن حافظ         | بهترین چهره تلویزیونی                            | رامبد جوان                 | برنده    | [ ۶۶ ] |
| ۱۳۹۵ | شانزدهمین دوره جشن حافظ         | بهترین چهره تلویزیونی                            | رامبد جوان                 | نامزدشده | [ ۶۷ ] |
| ۱۳۹۶ | هفدهمین دوره جشن حافظ           | بهترین چهره تلویزیونی                            | رامبد جوان                 | نامزدشده | [ ۶۸ ] |
| ۱۳۹۷ | هجدهمین جشن حافظ                | بهترین چهره تلویزیونی                            | رامبد جوان                 | نامزدشده | [ ۶۹ ] |
| ۱۳۹۷ | پنجمین جشنواره تلویزیونی جام جم | بهترین برنامه برای تأثیرگذاری و اجرای امید آفرین | رامبد جوان و سید علی احمدی | برنده    | [ ۷۰ ] |
| ۱۳۹۸ | نوزدهمین دوره جشن حافظ          | بهترین چهره تلویزیونی                            | رامبد جوان                 | نامزدشده | [ ۷۱ ] |